# Ривьер, Жак
Жак П. Г. Ривьер (фр. Jacques P. G. Rivière, неизвестно — неизвестно) — французский хоккеист (хоккей на траве), полевой игрок. Участник летних Олимпийских игр 1928 года.

## Биография
Жак Ривьер играл в хоккей на траве за «Расинг» из Парижа.
В 1928 году вошёл в состав сборной Франции по хоккею на траве на летних Олимпийских играх в Амстердаме, поделившей 5-6-е места. Играл в поле, провёл 3 матча, забил 1 мяч в ворота сборной Испании.
Других данных о жизни нет.